# Sorbus rehderiana
Sorbus rehderiana är en rosväxtart som beskrevs av Emil Bernhard Koehne. Sorbus rehderiana ingår i släktet oxlar, och familjen rosväxter.

## Underarter
Arten delas in i följande underarter:
- S. r. cupreonitens
- S. r. grosseserrata